# Municipio de Granite Rock
El municipio de Granite Rock (en inglés: Granite Rock Township) es un municipio ubicado en el condado de Redwood en el estado estadounidense de Minnesota. En el año 2010 tenía una población de 225 habitantes y una densidad poblacional de 2,39 personas por km².

## Geografía
El municipio de Granite Rock se encuentra ubicado en las coordenadas 44°26′3″N 95°26′31″O / 44.43417, -95.44194. Según la Oficina del Censo de los Estados Unidos, el municipio tiene una superficie total de 94.05 km², de la cual 93,96 km² corresponden a tierra firme y (0,09 %) 0,08 km² es agua.

## Demografía
Según el censo de 2010, había 225 personas residiendo en el municipio de Granite Rock. La densidad de población era de 2,39 hab./km². De los 225 habitantes, el municipio de Granite Rock estaba compuesto por el 85,78 % blancos, el 4 % eran asiáticos y el 10,22 % eran de una mezcla de razas. Del total de la población el 0,89 % eran hispanos o latinos de cualquier raza.